# Пенькозавода
Пенькозаво́да (рос. Пенькозавода, башк. Пенькозавод) — присілок (в минулому селище) у складі Бакалинського району Башкортостану, Росія. Входить до складу Діяшевської сільської ради.
Населення — 129 осіб (2010; 171 у 2002).
Національний склад:
- росіяни — 57 %

Стара назва — Крестьянина.